# Rafael Font de Mora
Rafael Font de Mora  (* 7. Mai 1968 in Valencia, Spanien) ist ein ehemaliger spanischer Profi-Tennisspieler und heute Leiter einer Tennisakademie in Scottsdale, Arizona (USA).
Font de Mora spielte von 1985 bis 1988 Tennis auf der ATP Tour.
1990 gründete er eine Tennisakademie mit Namen International Tennis U.S.A. (itUSA), in der junge Talente gemanagt, gefördert und trainiert werden. Die bislang berühmtesten Emporkömmlinge dieser Akademie sind Meghann Shaughnessy und Anna-Lena Grönefeld. Shaughnessy erreichte die Top 20 der Welt sowie die Top 10 im Doppel. Grönefeld schaffte es im Frühjahr 2006 bis in die Top 15 sowie in die Top 10 im Doppel.
Font de Moras Einrichtung bietet auch Tennislehrgänge für Interessierte (vom Anfänger bis zum Profi) an.
Seine Trainingsmethoden sind unter Experten allerdings sehr umstritten. Er gilt als äußerst dominant und soll Spieler stark für sich einnehmen. Deswegen galt unter anderem das Verhältnis zu Fed-Cup-Chefin Barbara Rittner, die ebenfalls für Grönefeld verantwortlich war, als ziemlich angespannt.